# Главная редакция Украинской советской энциклопедии
Главная редакция Украинской советской энциклопедии — советское украинское издательство, функционировало в городе Киеве.

## История основания
В 1944 году появились попытки возобновить деятельность издательства «УСЭ», существовавшего в 1927—1934 годах: Совет министров УССР издал постановление о основания (повторном) Главной редакции УСЭ в Киеве.
С 1949 года вопрос о необходимости издания на Украине собственной универсальной энциклопедии поднимали Н. П. Бажан, А. А. Богомолец, М. Ф. Рыльский, П. Г. Тычина. После выхода на свет в диаспоре (1956) первого тома «Энциклопедии украиноведения» под редакцией В. М. Кубийовича компартийное руководство наконец дало добро на создание (а в действительности — восстановление) собственного энциклопедического издательства — Главной редакции УСЭ. Это произошло 17 декабря 1957 года.

## Руководство
Главным редактором Украинской советской энциклопедии (фактическим руководителем Главной редакции УСЭ) в 1957—1983 годах был академик Николай Бажан, вдохновитель создания издательства. После смерти Бажана обязанности главного редактора в 1983—1986 годах выполнял Анатолий Кудрицкий. В 1986—1989 годах главный редактор УСЭ — академик Фёдор Бабичев (с 1989 г. — председатель научно-редакционного совета издательства).

## Деятельность
В 1957—1974 годах учреждение находилось в составе АН УССР, с 1974 года — в системе Госкомиздата УССР.
В составе Главной редакции УСЭ действовали Главная редакция Свода памятников истории и культуры УССР и Главная редакция Книги памяти Украины (ныне — поисково-издательское агентство «Книга Памяти Украины»).
На время восстановления в 1957 году в штате издательства насчитывалось 230 сотрудников, на 1986 год — 208.
В 1989 году Главная редакцию УСЭ была реорганизована в издательство «Украинская советская энциклопедия».
На протяжении 1957—1989 годов было выпущено более 150 названий изданий, среди них:
- Украинская советская энциклопедия (УСЭ, первая в СССР республиканская энциклопедия; 1-е издание (под ред. Н. П. Бажана) — в 17-и т., 1959—1965 гг.; 2-е изд. (под ред. Н. П. Бажана, отв. ред. А. В. Кудрицкий) — в 12-ти т., 13 кн.: 1977—1984 гг. — на украинском языке, 1978—1985 гг. — на русском языке);
- Украинский советский энциклопедический словарь (УРЕС; 1-е издание (под ред. Н. П. Бажана) — в 3-х т., 1964—1967 гг. — на украинском языке; 2-е изд. (отв. ред. А. В. Кудрицкий) — в 3-х т.: 1986—1987 гг. — на украинском языке, 1988—1989 гг. — на русском языке);
- Советская энциклопедия истории Украины (РЕИУ; в 4-х т., отв. ред. А. Д. Скаба, 1969—1972);
- Энциклопедия народного хозяйства УССР (в 4-х т., отв. ред. С. Ямпольский, 1969—1972);
- Украинская сельскохозяйственная энциклопедия (в 3-х т., отв. ред. Г. Пересыпкин, 1970—1972);
- Энциклопедия кибернетики (первая в мире; в 2-х т., под ред. В. М. Глушкова, 1973 г. — на украинском языке, 1974 г. — на русском языке);
- Политический словарь (ред. Г. Шевель и В. Мазур, 1971);
- Экономический словарь (ред. П. Багрий и С. Дорогунцов, 1973);
- Философский словарь (ред. В. И. Шинкарук, 1973);
- Словарь художников Украины (отв. ред. М. Бажан, 1973);
- Юридический словарь (ред. Б. М. Бабий и др., 1974);
- Биологический словарь (ред И. Пидопличко и др., 1974);
- Шевченковский словарь (первая в СССР персональная энциклопедия; в 2-х т., отв. прав. Е. П. Кирилюк, 1976—1977);
- Словарь по кибернетике (ред. В. М. Глушков, 1979);
- История украинского искусства (в 6-и т., гл. ред. Н. П. Бажан, 1966—1973);
- История АН УССР (в 2-х т., гл. ред. Б. Е. Патон, 1967);
- История Академии наук Украинской ССР (гл. ред. Б. Е. Патон, 1979);
- История городов и сёл УССР (в 26-и т., гл. ред. П. Т. Тронько, 1967—1974);
- Словарь иностранных слов (ред. С. Мельничук, 1974, 2-е изд.: 1985);
- Историко-архитектурный справочник «В памяти народной» (совместно с Украинским обществом охраны памятников истории и культуры; 1-е издание: 1975 г. — на украинском языке; 2-е издание: 1985 г. — на русском языке);
- энциклопедический справочник «Киев» (под ред. А. В. Кудрицкого, 1-е издание: 1981 г. — на украинском языке; 1982 г. — на русском языке; 2-е издание: 1985—1986 гг. — на русском языке; 3-е издание: 1986 г. — на русском языке);
- Киев: исторический обзор в картах, иллюстрациях, документах (под ред. А. В. Кудрицкого, 1982);
- Энциклопедический справочник «Лекарственные растения» (под ред. Д. Гродзинского, 1988).

Был издан целый ряд отраслевых справочников и словарей, а также лингвистических словарей — переводных, иностранных слов и так далее.

## Помещение
Издательство с 1959 года размещалось в доме по улице Ленина (теперь — ул. Б. Хмельницкого), 51-а (памятник истории конца XIX — начала XX вв. — Дом Высших женских курсов). Сейчас в здании размещаются издательство «Украинская энциклопедия», Поисково-издательское агентство «Книга Памяти Украины», другие учреждения и организации.